# Summit Lake, Thunder Bay District
Summit Lake är en sjö i Kanada.   Den ligger i Thunder Bay District och provinsen Ontario, i den sydöstra delen av landet, 1 100 km nordväst om huvudstaden Ottawa. Summit Lake ligger 317 meter över havet. Arean är 8,1 kvadratkilometer. Den sträcker sig 7,5 kilometer i nord-sydlig riktning, och 3,2 kilometer i öst-västlig riktning.
I omgivningarna runt Summit Lake växer i huvudsak blandskog. Trakten runt Summit Lake är nära nog obefolkad, med mindre än två invånare per kvadratkilometer.